# Маргарета фон Брауншвайг-Грубенхаген
Маргарета фон Брауншвайг-Грубенхаген (на немски: Margaretha von Braunschweig-Grubenhagen; * 1411; † 31 октомври 1456) от род Велфи (Стар Дом Брауншвайг) е принцеса от Брауншвайг-Грубенхаген и чрез женитба господарка на Липе.
Тя е дъщеря на херцог Ерих I фон Брауншвайг-Грубенхаген и Елизабет фон Брауншвайг-Гьотинген. 
Маргарета се омъжва на 30 август 1426 г. за Симон IV фон Липе (* ок. 1404; † 11 август 1429), от династията Дом Липе, от 1415 г. господар на Липе. Той е син на Бернхард VI фон Липе (1370–1415). Те имат два сина: 
- Бернхард VII фон Липе (4 декември 1428 – 2 април 1511), от 1429 г. господар на Липе
- Симон (26 март 1430 – 7 март 1498), княз-епископ на Падерборн (1465-1498).